# Clement Hiel
Clement Hiel (Melsele, 1952) is een Belgisch ingenieur, hoogleraar en ondernemer. Hij is een deskundige op vlak van composiet materiaal.

## Biografie
Clement Hiel Studeerde aan de Vrije Universiteit Brussel (VUB). Later doctoreerde hij in Virginia alwaar hij ook een post-doc deed.
Hiel werkte enige tijd voor de National Aeronautics and Space Administration (NASA) en startte een onderneming dat opdrachten uitwerkt voor de NASA, Boeing en de Amerikaanse luchtmacht.
Daarnaast is Hiel hoogleraar aan de VUB.
Hij is de ontwerper van een radartoren die met een kliksysteem in elkaar passen.
In 2016 ontving hij hiervoor van de Amerikaanse president Obama de prestigieuze Tibbetts-award voor innovatie.
Sinds 1987 is hij ook Amerikaanse staatsburger.